# Julian Karr
Julian Karr (* um 1990) ist ein deutscher Koch.

## Werdegang
Julian Karr ist der jüngere Sohn des Sternekochs Rudolf Karr, der von 1971 bis 2016 ein Hotel mit Restaurant in Langenargen führte. Ab 2014 kochte Julian Karr im Restaurant Karr seines Vaters mit.
Seit 2017 ist Karr Küchenchef des Restaurants Karrisma im Hotel Adara in Lindau. 2024 wurde das Restaurant mit einem Michelinstern ausgezeichnet. Der Guide Michelin bezeichnet die Küche als "kreativ und saisonal".
Karr ist verheiratet.

## Auszeichnungen
- 2024: Ein Stern im Guide Michelin für das Restaurant Karrisma in Lindau